# Eagle Grove, Iowa
Eagle Grove är en ort i Wright County i Iowa. Vid 2020 års folkräkning hade Eagle Grove 3 601 invånare.

## Kända personer från Eagle Grove
- Robert D. Blue, politiker